# Peter Danckwardt
Peter Danckwardt, född oktober 1617 i Nyköping, död 21 december 1697 i Stockholm, var en svensk borgare och borgmästare i Norrköping.

## Biografi
Danckwardt blev borgare i Norrköping 1653. Han var inspektor över lanttullarna i Östergötland.  År 1672 blev han handelsborgmästare i Norrköpings stad. Danckwardt erhöll kunglig resolution att få frälsefrihet för honom genom gifte eller arv tillfallna eller tillfallande gods 4 mars 1678. Han avled den 21 december 1697 i Stockholm under riksdagen och begravdes i Norrköpings kyrka 13 mars 1698. 
Han hade med sina tre hustrur 29 barn och hans sista hustru födde tvillingar sju gånger efter vartannat. Det äldsta barnet föddes 1642 och det yngsta 1676. Sonen Peter von Danckwardt född 1662 kom att bli landshövding i Kopparbergs län. Borgmästaren Danckwardt fick drottning Kristinas privilegium till inrättande av ett vantmakeri (klädesfabrik) i Norrköping 3 februari 1646 och privilegiet förnyades av Karl X Gustav 9 juli 1655. 

### Giftermål
Peter Danckwardt gifte sig första gången 3 juni 1641 i Norrköping med Elisabet Nilsdotter (1627-1654), dotter till handelsborgmästaren i Norrköpings stad Nils Månsson "den store" och hans tredje hustru Margareta Crusebjörn.
Han gifte sig andra gången 1 januari 1658 med Margareta Persdotter Grubb (1630-1659). 
Danckwardt gifte sig tredje gången 11 juni 1660 med Catharina Sabina Crail (1633-1682), dotter till översten Georg Günther Crail von Bemebergh, adlad Crail, och hans andra fru Christina von Masenbach.